# وارن شایر
وارن شایر (به انگلیسی: Warren Shire) یک منطقهٔ مسکونی در استرالیا است که در نیو ساوت ولز واقع شده‌است.